# 山背文化
山背文化，是指在贛江下游和鄱陽湖地區發現的一處新石器時代晚期的文化，它以有段石錛和紅砂陶為主要特徵，六十年代初期發掘的修水山背遺址為其代表。
有學者認為，山背文化與石峽文化、曇石山文化是中國東南地區新石器時代晚期的三種代表性文化。
- 新石器时代镂孔红陶高足和陶鬶，1961年修水县山背遗址出土

## 外部參考
- 《江西先秦考古》，彭適凡，1992年，江西高校出版社，ISBN 7810331337